# Живое межконфессиональное движение
Живое межконфессиональное движение (англ. Living Interfaith) — это межрелигиозная организация, основанная Стивеном Гринбаумом в 2010 году в США, объединяющая практики различных религий и исповедующая побуждение к состраданию.

## Концепция
Вероучение Движения не предписывает исповедования одной определённой веры. Движение признает, что каждый человек является частью одной общечеловеческой семьи и, в разное время, и в разных местах по-разному испытывает переживание святости. Основатель движения утверждает, что в каждой религии есть один и тот же призыв к состраданию и признанию взаимосвязи всех людей. Движение призывает уважать различия и осознавать, что каждый из наших путей по-своему призывает нас любить. Гринбаум заявляет, что межконфессиональность как духовная практика может служить новой моделью религиозности.

## Основатель
Основатель Движения Стивен Гринбаум вырос как еврей-реформатор в пригороде Лос-Анджелеса, США. Гринбаум получил степени магистра мифологии и музыки. Имел опыт руководства еврейскими, методистскими, пресвитерианскими и межконфессиональными хорами. Гринбаум исповедует вегетарианство. В 2012 году он опубликовал свою первую книгу «The Interfaith Alternative: Embracing Spiritual Diversity». Его вторая книга — «Practical Interfaith» вышла в 2014 году. Его третья книга «One Family: Indivisible» была опубликована в 2019 году.

## Церкви

### Живая межконфессиональная церковь
Живая межконфессиональная церковь (Living Interfaith Church) — первая учрежденная Гринбаумом община в рамках Движания. Создана в 2010 году в Линвуде, штат Вашингтон, США. В состав церкви входят представители еврейских, христианских, мусульманских, буддийских, даосских, бахаистских, языческих, гуманистических и религиозных традиций Нью-Эйдж. На каждой религиозной службе отмечается праздник или особое событие одной из участвующих в межрелигиозной деятельности традиции.

### Живое межконфессиональное святилище
Живое межконфессиональное святилище (Living Interfaith Sanctuary) — вторая межрелигиозная община Движения. Ее члены сотрудничают с Обществом многоконфессионального действия (Multifaith Action Society), Межконфессиональным советом Суррея (Surrey Interfaith Council) и Межконфессиональным движением Абботсфорда (Abbotsford Interfaith Movement). Община основана последовательницей Гринбаума Кэти Мерчант (Cathy Merchant) в 2018 году в Ванкувере, Британская Колумбия, Канада. 

## Внешние ссылки
- Официальный веб-сайт